# Joywave
Joywave је амерички инди рок бенд из Рочестера (Њујорк), основан 2010. године. Бенд сачињавају вокалиста Данијел Армбрустер, гитариста Џозеф Моринели и бубњар Пол Бренер. Бенд се први пут прославио својом сарадњом са пројектом електронске музике Big Data, песмом „Dangerous“, која је достигла прво место на Билбордовој Alternative Songs листи 2014. године. Након издавања два EP-a, 2015. године су издали свој први албум, How Do You Feel Now?, кроз своју издавачку кућу Cultco Music, под окриљем Hollywood Records-а. Њихов други албум, Content, издат је 28. јула 2017. године, праћен њиховим трећим студијским албумом, Possession, који је објављен 13. марта 2020. године и последње, EP Every Window Is A Mirror, издат 25. јуна. 2021, чије песме се налазе у склопу њиховог будућег албума, Cleanse, чије је објављивање заказано за 11. фебурар 2022. године.

## Историја

### Ране године (2010—2013)
Сви чланови бенда Joywave су одрасли у Рочестеру (Њујорк). Армбрустер, Бренер и Моринели су одрастајући свирали у разним локалним бендовима, укључујући The Hoodies. Основали су Joywave 2010. године у Рочестеру. 2011. године су објавили свој први микстејп, 77777, а 2012. године су објавили свој први EP, Koda Vista Бенд је 2013. године објавио свој други микстејп, 88888.

### DangerousиHow Do You Feel Now?(2014-2016)
Данијел Армбрустер је са Аланом Вилкисом у оквиру пројекта Big Data, написао песму „Dangerous“, коју је наснимио Вилкис користећи Армбрустера за вокале, и која је приписана Big Data-и у сарадњи са Joywave-ом. Након успеха песме „Dangerous“, бенд је наставио да добија на популарности са објавом њиховог другог EP-а How Do You Feel? 2014. године. Два сингла из EP-а, „Tongues“ (ft. KOPPS) и „Somebody New“, су достигли поприличну популарност на Јутјубу и радију, и њихови музички видеи заједно имају преко 1,8 милиона прегледа на Јутјубу, од јуна 2017. године. Песма „Tongues“ је била употребљена у реклами за Гугл Нексус и у фудбалској игрици ЕА Спортса, FIFA 15.
Joywave-ов први албум, How Do You Feel Now? је био објављен 21. априла 2015. у САД, и 22. јуна 2015. у Уједињеном Краљевству. Достигао је 25-то место на Билбордовој Alternative Albums листи, 34-то место на Top Rock Albums листи, и треће место на Heatseekers Albums листи. Бенд је 2016. године објавио Swish, који садржи 9 алтернативних верзија њихове песме „Destruction“, и тада нову песму „Life in a Bubble I Blew“. Наслов EP-а алудира на Кање Вестов албум из 2016. године, The Life of Pablo, који је у почетку требало да носи наслов Swish.

### Content(2017–2018)
У априлу 2017. године, објавили су „Content“, први сингл с њиховог следећег, истоименог албума. У мају 2017. године објавили су други сингл из албума, „It's a Trip!“. Три остала сингла су била објављена у месецима који су следили: „Shutdown“, „Doubt“ и „Going to a Place“. Content је објављен 28. јула 2017. године. Бенд је 1. јуна 2018. године објавио песму „Compromise“, необјављену песму из доба албума How Do You Feel Now?

### Possession(2018-2020)
Бенд је 12. јула 2018. године објавио сингл „Blastoffff“. Сингл се појавио у трејлеру за пету сезону Фортнајта. Сингл „Like a Kennedy“ је објављен 21. јуна 2019. године, заједно са тизером за музички видео. Бенд је 9. августа 2019. године објавио сингл „Obsession“, а 1. новембра 2019. године објавио је сингл „Blank Slate“. Бенд је 7. јануара 2020. објавио песму „Half Your Age“ и открио да ће њихов трећи албум, Possession, бити објављен 13. марта исте године. Такође су били најавили датуме за северноамеричку турнеју, која је на крају била отказана због пандемије Ковида 19.

### Every Window Is A Mirror(2021)
Њихов EP Every Window Is А Mirror је објављен 25. јуна 2021. и састоји се из четири нове песме које су биле објављене у периоду од три месеца. Joywave је такође објавио верзију Every Window Is А Mirror на руском када су видели повећање у броју стримова из Русије.
Након што је EP постао доступан јавности, Joywave је започео питање и одговор серију, Every Question Has An Answer.

### Cleanse(2022)
Бенд је 29. октобра 2021. године најавио свој четврти албум, заједно са новим синглом „Cyn City 2000“. Објава албума је заказана за 11. фебруар 2022. године, и садржаће песме из EP-а од претходне године (Every Window Is А Mirror). Бенд је такође најавио албумску турнеју кроз САД за пролеће 2022. године.

### Наступи
Joywave је дебитовао на телевизији у јулу 2015. у емисији Late Night with Seth Meyers, изводећи „Dangerous“ и „Tongues“. Такође су се појављивали у емисијама Jimmy Kimmel Live и Big Morning Buzz Live на VH1.
Двапут су били уводна тачка за бенд The Killers у мају 2014. године. Исте године су наступали на Лолапалузи у Чикагу, као и на Ошега фестивалу у Монтреалу. Они су 2015. године ишли с Брендоном Флауерсом на турнеју кроз Уједињено Краљевство, затим на петонедељну турнеју са бендовима Night Terrors of 1927 и Bleachers, били су уводна тачка за The Kooks, и свирали су на Лидс фестивалу у Енглеској. Бенд је 2016. године ишао на петонедељну турнеју кроз САД са бендом Metric. На лето 2017. године су обишли САД са бендовима Young the Giant и Cold War Kids. У новембру 2017. године, бенд је најавио другу туру њихове Thanks. Thanks for Coming турнеје, која је почела у Лас Вегасу 10. фебруара 2018. године. На лето 2018. године су пратили бендове Thirty Seconds to Mars, Walk the Moon, и MisterWives на северноамеричкој турнеји бенда Thirty Seconds to Mars, а у септембру 2018. године су ишли на турнеју са Бишоп Бригз. На јесен 2019. године Joywave се придужио Doom Days америчкој турнеји бенда Bastille.

## Дискографија
- 77777 (микстејп, 2011)
- Koda Vista (EP, 2012)
- 88888 (микстејп, 2013)
- How Do You Feel? (EP, 2014)
- How Do You Feel Now? (албум, 2015)
- Swish (EP, 2016)
- Content (албум, 2017)
- Possession (албум, 2020)
- Every Window Is a Mirror (EP, 2021)
- Cleanse (албум, 2022)

## Чланови

### Садашњи чланови
- Данијел Армбрустер – главни вокали, гитара, продукција, клавијатура (2010-садашњост)
- Џозеф Моринели – гитара (2010-садашњост)
- Пол Бренер – бубњеви (2010-садашњост)

### Додатни чланови на турнејама
- Кевин Махоуни – бас гитара (2017-садашњост)

### Бивши чанови
- Травис Јохансен – клавир (2010–2013)
- Шон Донели – бас гитара (2010–2017)
- Бенџамин Бејли – клавијатура, клавир, синт (2013–2021)[31]